# Nanga (pintura japonesa)
Nanga (南画 - Pintura do Sul), também conhecida como Bujinga (文人画 - Sumi-ê), foi uma escola japonesa de pintura florescida no final do Período Edo entre artistas que se consideravam literários ou intelectuais. Embora cada um desses artistas fosse, por definição, único e independente, todos compartilhavam uma admiração pela cultura tradicional chinesa. Suas pinturas, geralmente em tinta preta monocromática, as vezes com alguma cor clara, e quase sempre retratando paisagens chinesas ou coisas similares, foram padronizadas depois da Pintura literal chinesa, chamada wenrenhua (文人画) em chinês.
O nome nanga é uma abreviatura de nanshūga, uma referência a Escola do Sul de pintura da China nanzhonghua.

## História
A pintura literária chinesa, Sumi-ê, tinha o objetivo de expressar o ritmo da natureza, ao invés de uma representação técnica realista da mesma. Ao mesmo tempo, os artistas pertencentes a esse estilo eram encorajados a mostrar uma falta de apego com suas pinturas, como se, enquanto intelectuais, estivessem muito acima para cuidar profundamente de seus trabalhos. Esse tipo de pintura foi uma consequência da intelectualidade, ou da literariedade, como mestre de todas as artes tradicionais - pintura, caligrafia e poesia.
Devido à política do Período Edo de Sakoku, o Japão foi excluído do restante do mundo quase que por completo e o contato com a China permaneceu de forma bastante limitada. Assim o pouco que foi introduzido desse estilo no Japão foi importado de Nagasaki (Kyūshū) ou produzido por chineses que viviam por lá. Como resultado, os artistas nanga, ou bunjin, que aspiraram os ideias e os estilos de vida da Sumi-ê ficaram com uma visão bastante incompleta das idéias e da arte da literariedade chinesa. Bunjinga cresceu, portanto, a partir do que chegava da China no Japão, incluindo manuais xilogravura e uma variedade de pinturas amplamente abrangentes e de qualidade.
Bunjinga emergiu como uma forma nova e única arte por essa razão, assim como a partir das grandes diferenças culturais e ambientais dos literatos japoneses em comparação com as suas homólogas chinesas. A forma foi em grande medida definida pela rejeição a outras grandes escolas de arte japonesas, como a Escola Kanō e Escola Tosa. Além disso, os próprios literatos japoneses não eram membros de uma burocracia acadêmica e intelectual como os chineses, que, enquanto literatos, eram, em sua maior parte, acadêmicos que aspiravam a ser pintores, os literatos japoneses eram pintores profissionalmente treinados que aspiravam a ser acadêmicos e intelectuais.
Pinturas nanga, ou bunjinga, quase sempre retratam temas tradicionais chineses. Assim possuem um foco quase que exclusivamente em paisagens, pássaros e flores. Poesias e outras inscrições também representavam elementos importantes para esse tipo de pintura e em muitas ocasiões essas inscrições eram feiras por amigos do artista, e não pelo próprio pintor.
Diferente de outras escolas de arte que elegem fundadores que passam seus estilos específicos para seus alunos ou seguidores, a escola nanga sempre se expressou mais pela atitude de cada pintor e seu amor para com a cultura chinesa. Assim, todo artista nanga possuía elementos ímpares em sua produção, e muitos até divergiram dos elementos característicos empregados por seus antepassados e contemporâneos. A medida em que o Japão se tornou exposto à cultura Ocidental no final do Período Edo, muitos artistas nanga começaram a incorporar elementos de estilos artísticos ocidentais em seu ofício mesmo evitando questões ocidentais e fortemente ligados à tradição chinesa em seus quotidianos.

## Artistas notáveis
- Kuwayama Gyokushū (1746 – 1799)
- Hanabusa Itchō (1652 – 1724)
- Yosa Buson (1716 - 1783)
- Ike no Taiga (1723 – 1776)
- Kameda Bōsai (1752 – 1826)
- Tani Bunchō (1763 – 1841)
- Nakabayashi Chikutō (1776 – 1853)
- Yamamoto Baiitsu (1783 – 1856)
- Watanabe Kazan (1793 – 1841)
- Tomioka Tessai (1837 – 1924)